# Retidens
Retidens là một chi rêu trong họ Entodontaceae.